# چاه (فیلم ۱۹۱۳)
«چاه» (انگلیسی: The Well (1913 film)) یک فیلم است که در سال ۱۹۱۳ منتشر شد. از بازیگران آن می‌توان به لیونل باریمور و هری کری اشاره کرد.
چاه از سری فیلم های صامت است.